# 曾萍
曾萍（1971年9月—），江西高安人，女，汉族，中华人民共和国政治人物。

## 人物经历
曾任共青团江西省委副书记、党组成员等职务。2012年3月，任共青团江西省委副书记、党组副书记(主持工作)。2012年9月，任共青团江西省委副书记、党组副书记、省青联主席。2013年4月，任共青团江西省委书记、党组书记、省青联主席。
2016年9月，曾萍任中共新余市委副书记。2021年，她转任江西省科学技术协会党组书记。